# Ivona
Ivona je ženské křestní jméno francouzského původu. Pochází ovšem ze staršího jména Yvette. Dnešní francouzská podoba je Yvonne. Etymologickým základem je starogermánské slovo íwa označující strom tis. Vysvětlení není zcela jasné. Nicméně potvrzuje to například jeden z hrdinů Artušovy družiny, který se jmenoval Yvain a představoval bojovníka s tisovým lukem.
V České republice slaví svátek 23. března.

## Ivona v jiných jazycích
- Slovensky, srbocharvátsky: Ivona
- Polsky: Iwona
- Maďarsky: Ivonn
- Italsky, španělsky, francouzsky, německy: Ivonne nebo Yvonne
- Portugalsky Ivone
- Nizozemsky, dánsky, norsky, švédsky, anglicky: Yvonne

## Známé nositelky jména
- Ivona Březinová – česká spisovatelka
- Ivona Jeličová – česká prima balerína Národního divadla Brno
- Ivona Krajčovičová – slovenská herečka
- Ivona Kustudic - herečka
- Yvonne Přenosilová – česká jazzová zpěvačka
- Yvonne Sanchez – polsko-kubánská jazzová zpěvačka
- Yvonne Strahovski - polsko-australská herečka
- Ivonne Teichmann - německá atletka
- Yvonne Zima – americká herečka polského původu (dědeček ze strany otce pocházel z Polska)